# Französisch-Russische Allianz

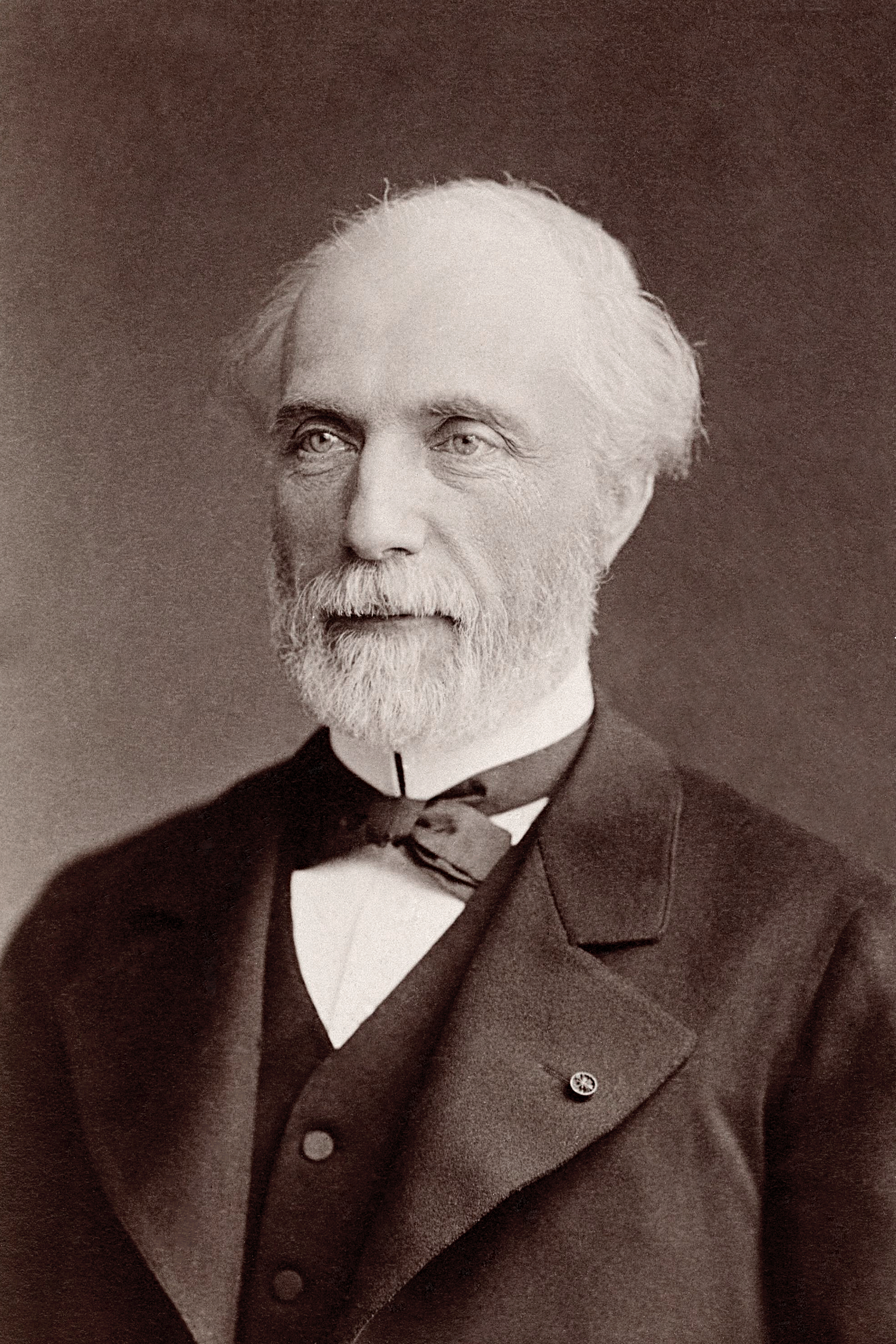
Seit 1880 hatte Frankreichs Premier-, Außen- und Kriegsminister Charles de Freycinet auf seinen Plan einer Allianz hingearbeitet

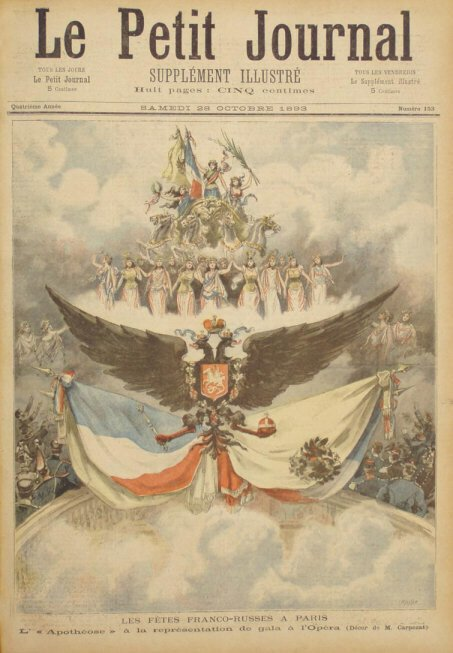
Le Petit Journal Oktober 1893

Die Französisch-Russische Allianz (seltener auch Zweiverband bzw. Zweibund) war das Resultat eines zunächst geheimen Defensivvertrags zwischen Russland und Frankreich, der am 4. Januar 1894 in Kraft trat.
Da Russland infolge der Nichtverlängerung des Rückversicherungsvertrags mit dem Deutschen Reich plötzlich ohne internationalen Partner dastand und sich das deutsch-russische Verhältnis immer mehr abkühlte, näherte es sich auf der Suche nach neuen Verbündeten dem isolierten Frankreich an.
Das neue Verhältnis der beiden Staaten wurde durch den Besuch eines von Admiral Alfred Albert Gervais befehligten französischen Marinegeschwaders im russischen Kronstadt am 23. Juli 1891 eingeleitet, am 5. August 1892 schlossen beide Staaten eine zunächst geheime Militärkonvention. Darin verpflichteten sie sich dazu, falls eine der Parteien von einer Dreibundmacht angegriffen würde und gleichzeitig das Deutsche Reich an diesem Krieg teilnähme, sich gegenseitig mit allen Kräften zu unterstützen.
1893 machte ein russisches Marinegeschwader einen Gegenbesuch bei der französischen Flotte in Toulon. Nach der Ratifizierung der Militärkonvention trat diese als förmlicher Bündnisvertrag am 4. Januar 1894 in Kraft. Der neue russische Zar Nikolai II. besuchte daraufhin 1896 Paris, der französische Präsident Félix Faure 1897 im Gegenzug St. Petersburg. Im Jahr 1901 besuchte Nikolai II. Paris erneut und im Gegenzug besuchte auch Faures Nachfolger Émile Loubet 1902 Petersburg.
Damit trat die von Bismarck stets gefürchtete Zweifrontenlage für das Deutsche Reich ein; Frankreich konnte seine rund zwanzigjährige diplomatische Isolation beenden und die Grundlagen der mächtepolitischen Blöcke im Ersten Weltkrieg waren gelegt.
Während des Doggerbank-Zwischenfalls von 1904 war die Allianz erheblichen Spannungen ausgesetzt, da der russische Zar eine klare Positionierung Frankreichs gegenüber Großbritannien erwartete. Die gemeinsame Beilegung der Krise beschleunigte die Verständigung zwischen Frankreich, Russland und Großbritannien und führte bis 1907 zur informellen Bildung der Triple Entente.